# Epigomphus paulsoni
Epigomphus paulsoni – gatunek ważki z rodziny gadziogłówkowatych (Gomphidae). Występuje endemicznie w stanie Chiapas w południowo-wschodnim Meksyku.